# Exodus Valley
Das Exodus Valley (englisch für Auszugstal) ist ein steiles und mit Moränengeröll angefülltes Tal im ostantarktischen Viktorialand. In den Darwin Mountains fällt es vom Midnight-Plateau nach Norden zwischen dem Colosseum Ridge und dem Exodus-Gletscher ab. 
Teilnehmer einer von 1962 bis 1963 dauernden Kampagne der neuseeländischen Victoria University’s Antarctic Expeditions benannten es so, weil es die einzige einfache Route beim Abstieg vom Midnight-Plateau bietet.